# Coupe Mitchell
La Coupe Mitchell est l'une des demi-finales de la compétition de football canadien inter-universitaire ainsi que le nom du trophée accordé au vainqueur. L'équipe gagnante de la Coupe Mitchell dispute le championnat canadien, la Coupe Vanier, contre l'équipe championne de la Coupe Uteck. La Coupe Mitchell est la demi-finale qui se déroule à l'ouest du pays, alors que la Coupe Uteck se déroule à l'est. Les conférences qui s'opposent à la Coupe Mitchell alternent chaque année.

## Histoire
En 2001, la Coupe Atlantique est renommée Coupe Mitchell. On dispute la première Coupe Mitchell en 2002.
La Coupe Mitchell est nommée en l'honneur de Douglas H. Mitchell, ancien commissaire de la ligue canadienne de football.

## Liste des champions de la Coupe Mitchell
| Date       | Champion                                    | Pointage                                    | Perdant                                     | Pointage                                    | Lieu                                        |
| ---------- | ------------------------------------------- | ------------------------------------------- | ------------------------------------------- | ------------------------------------------- | ------------------------------------------- |
| 2002-11-16 | Saskatchewan                                | 22                                          | McGill                                      | 0                                           | Montréal, QC                                |
| 2003-11-15 | Laval                                       | 36                                          | McMaster                                    | 32                                          | Hamilton, ON                                |
| 2004-11-20 | Saskatchewan                                | 31                                          | Saint Mary's                                | 16                                          | Saskatoon, SK                               |
| 2005-11-19 | Saskatchewan                                | 29                                          | Laval                                       | 27                                          | Saskatoon, SK                               |
| 2006-11-18 | Saskatchewan                                | 35                                          | Ottawa                                      | 28                                          | Ottawa, ON                                  |
| 2007-11-17 | Manitoba                                    | 52                                          | Western                                     | 20                                          | Winnipeg, MB                                |
| 2008-11-16 | Western                                     | 28                                          | Saint Mary's                                | 12                                          | London, ON                                  |
| 2009-11-19 | Queen’s                                     | 33                                          | Laval                                       | 30                                          | Kingston, ON                                |
| 2010-11-20 | Calgary                                     | 35                                          | Saint Mary's                                | 8                                           | Calgary, AB                                 |
| 2011-11-18 | Laval                                       | 41                                          | Calgary                                     | 10                                          | Calgary, AB                                 |
| 2012-11-17 | McMaster                                    | 45                                          | Calgary                                     | 6                                           | Hamilton, ON                                |
| 2013-11-16 | Calgary                                     | 44                                          | Western                                     | 3                                           | Calgary, AB                                 |
| 2014-11-22 | McMaster                                    | 24                                          | Mount Allison                               | 12                                          | Hamilton, ON                                |
| 2015-11-21 | Montréal                                    | 25                                          | Guelph                                      | 10                                          | Guelph, ON                                  |
| 2016-11-19 | Calgary                                     | 50                                          | Saint-Francis-Xavier                        | 24                                          | Calgary, AB                                 |
| 2017-11-18 | Laval                                       | 35                                          | Calgary                                     | 23                                          | Calgary, AB                                 |
| 2018-11-17 | Western                                     | 47                                          | Saskatchewan                                | 24                                          | London, ON                                  |
| 2019-11-16 | Calgary                                     | 30                                          | McMaster                                    | 17                                          | Calgary, AB                                 |
| 2020-11-21 | Annulé en raison de la pandémie de COVID-19 | Annulé en raison de la pandémie de COVID-19 | Annulé en raison de la pandémie de COVID-19 | Annulé en raison de la pandémie de COVID-19 | Annulé en raison de la pandémie de COVID-19 |
| 2021-11-27 | Western                                     | 61                                          | Saint-Francis-Xavier                        | 6                                           | London, ON                                  |
| 2022-11-19 | Laval                                       | 27                                          | Western                                     | 20                                          | London, ON                                  |
| 2023-11-18 | Colombie-Britannique                        | 47                                          | Saint-Francis-Xavier                        | 17                                          | Vancouver, BC                               |
| 2024-11-16 | Laval                                       | 17                                          | Regina                                      | 14                                          | Regina, SK                                  |

## Statistiques
| Équipe               | PJ | V | D | Pct.  |
| -------------------- | -- | - | - | ----- |
| Laval                | 7  | 5 | 2 | .714  |
| Saskatchewan         | 4  | 4 | 0 | 1.000 |
| Calgary              | 6  | 4 | 3 | .571  |
| Western              | 6  | 3 | 3 | .500  |
| McMaster             | 3  | 2 | 1 | .667  |
| Colombie-Britannique | 1  | 1 | 0 | 1.000 |
| Montréal             | 1  | 1 | 0 | 1.000 |
| Queen's              | 1  | 1 | 0 | 1.000 |
| Manitoba             | 1  | 1 | 0 | 1.000 |
| Guelph               | 1  | 0 | 1 | .000  |
| Mount Allison        | 1  | 0 | 1 | .000  |
| McGill               | 1  | 0 | 1 | .000  |
| Ottawa               | 1  | 0 | 1 | .000  |
| Saint-Francis-Xavier | 3  | 0 | 3 | .000  |
| Saint Mary's         | 3  | 0 | 3 | .000  |